# Circoscrizione elettorale Toscana (Regno d'Italia)
La circoscrizione elettorale Toscana è stata una circoscrizione elettorale di lista del Regno d'Italia per l'elezione della Camera dei deputati.

## Storia
La circoscrizione fu creata con l'istituzione del collegio unico nazionale tramite regio decreto del 13 dicembre 1923, n. 2694.
Sulla base del censimento della popolazione del 1921, alla circoscrizione vennero assegnati 38 deputati (25 per la lista prevalente e 13 per le liste di minoranza) rispetto ai 39 stabiliti per le corrispondenti province fino alle elezioni del 1921.
La circoscrizione fu abolita con legge 15 febbraio 1925, n. 122.
| Legislature     | VIII | IX   | X    | XI   | XII  | XIII | XIV  | XV   | XVI  | XVII | XVIII | XIX  | XX   | XXI  | XXII | XXIII | XXIV | XXV  | XXVI | XXVII | XXVIII | XXIX | XXX  |
| --------------- | ---- | ---- | ---- | ---- | ---- | ---- | ---- | ---- | ---- | ---- | ----- | ---- | ---- | ---- | ---- | ----- | ---- | ---- | ---- | ----- | ------ | ---- | ---- |
| Elezioni        | 1861 | 1865 | 1867 | 1870 | 1874 | 1876 | 1880 | 1882 | 1886 | 1890 | 1892  | 1895 | 1897 | 1900 | 1904 | 1909  | 1913 | 1919 | 1921 | 1924  | 1929   | 1934 | 1939 |
| Deputati eletti |      |      |      |      |      |      |      |      |      |      |       |      |      |      |      |       |      |      |      | 38    |        |      |      |
|                 |      |      |      |      |      |      |      |      |      |      |       |      |      |      |      |       |      |      |      |       |        |      |      |
| Totale eletti   | 443  | 493  | 493  | 508  | 508  | 508  | 508  | 508  | 508  | 508  | 508   | 508  | 508  | 508  | 508  | 508   | 508  | 508  | 535  | 535   | 400    | 400  |      |
| Numero collegi  | 443  | 493  | 493  | 508  | 508  | 508  | 508  | 135  | 135  | 135  | 508   | 508  | 508  | 508  | 508  | 508   | 508  | 54   | 40   | 15    | 1      | 1    |      |

## Territorio
Comprendeva le province di Firenze, Arezzo, Grosseto, Livorno, Lucca, Massa, Pisa e Siena e aveva come capoluogo Firenze.

## Dati elettorali
| Partito                            | Partito                            | Risultati 6 aprile 1924 | Risultati 6 aprile 1924 | Risultati 6 aprile 1924 | Seggi | Seggi |
| Partito                            | Partito                            | Voti                    | %                       | ±                       | Num   | ±     |
| ---------------------------------- | ---------------------------------- | ----------------------- | ----------------------- | ----------------------- | ----- | ----- |
|                                    | Nazionale                          | 390 672                 | 64,78                   | n.d.                    | 25    | n.d.  |
|                                    | Lista nazionale bis                | 75 484                  | 12,52                   | n.d.                    | 5     | n.d.  |
|                                    | Popolare                           | 32 882                  | 5,45                    | n.d.                    | 2     | n.d.  |
|                                    | Socialista unitario                | 28 564                  | 4,74                    | n.d.                    | 2     | n.d.  |
|                                    | Socialista massimalista            | 24 084                  | 3,99                    | n.d.                    | 2     | n.d.  |
|                                    | Repubblicano                       | 19 356                  | 3,21                    | n.d.                    | 1     | n.d.  |
|                                    | Comunista                          | 18 876                  | 3,13                    | n.d.                    | 1     | n.d.  |
|                                    | Liberale                           | 6 997                   | 1,16                    | n.d.                    | 0     | n.d.  |
|                                    | Democratico sociale                | 6 137                   | 1,02                    | n.d.                    | 0     | n.d.  |
|                                    |                                    |                         |                         |                         |       |       |
| Iscritti                           | Iscritti                           | 904 824                 | 100,00                  |                         |       |       |
| ↳ Votanti (% su iscritti)          | ↳ Votanti (% su iscritti)          | 651 322                 | 71,98                   | n.d.                    |       |       |
| ↳ Voti validi (% su votanti)       | ↳ Voti validi (% su votanti)       | 603 052                 | 92,59                   |                         |       |       |
| ↳ Schede non valide (% su votanti) | ↳ Schede non valide (% su votanti) | 48 270                  | 7,41                    |                         |       |       |
| ↳ Astenuti (% su iscritti)         | ↳ Astenuti (% su iscritti)         | 253 502                 | 28,02                   |                         |       |       |

| Eletti | Eletti                     |  | Eletti                       | Eletti |
| ------ | -------------------------- |  | ---------------------------- | ------ |
|        | Sem Benelli                |  | Ferdinando Pierazzi          |        |
|        | Adolfo Baiocchi            |  | Renato Ricci                 |        |
|        | Alessandro Bartolomei      |  | Edoardo Rotigliano           |        |
|        | Guido Buffarini Guidi      |  | Carlo Scorza                 |        |
|        | Tito Cesare Canovai        |  | Enrico Spinelli              |        |
|        | Italo Capanni              |  | Ettore Viola                 |        |
|        | Manfredo Chiostri          |  | Gino Sarrocchi               |        |
|        | Costanzo Ciano             |  | Guido Donegani               |        |
|        | Livio Ciardi               |  | Gino Aldi Mai                |        |
|        | Carlo Delcroix             |  | Emanuele Trigona             |        |
|        | Saverio Fera               |  | Girolamo Gargiolli           |        |
|        | Lando Ferretti             |  | Giovanni Gronchi             |        |
|        | Dario Lupi                 |  | Mario Augusto Martini        |        |
|        | Renato Macarini Carmignani |  | Giuseppe Emanuele Modigliani |        |
|        | Giovanni Marchi            |  | Gino Baldesi                 |        |
|        | Dionigi Marquet            |  | Russardo Capocchi            |        |
|        | Alessandro Martelli        |  | Giulio Cavina                |        |
|        | Giuseppe Morelli           |  | Eugenio Chiesa               |        |
|        | Paolo Orano                |  | Onorato Damen                |        |

Nella seduta della Camera del 5 marzo 1927 fu approvata l'elezione del deputato Luigi Razza (unico non eletto nella Lista nazionale bis della circoscrizione).